# Leiophron pygmaea
Leiophron pygmaea är en stekelart som beskrevs av Sergey A. Belokobylskij 2000. Leiophron pygmaea ingår i släktet Leiophron och familjen bracksteklar. Inga underarter finns listade i Catalogue of Life.